# FPTジャパンホールディングス
FPTジャパンホールディングス株式会社（英：FPT Japan Holdings Co., Ltd）は、ベトナムの大手IT企業FPTソフトウェアの日本法人である。FPTソフトウェアは「オフショア開発」の受託を専門とする独立系のシステムインテグレーターである。

## 会社概要
- 2005年11月にベトナムのIT企業であるFPTソフトウェアの日本法人として設立された。
- 母体は、「日経アジア賞」を受賞したチュオン・ザー・ビン[2]が会長をつとめるFPTコーポレーション（ベトナム語版、英語版）[3]である。
- FPTJHDは、FPTSWにおける日本の営業窓口であり、事業領域は製造、流通、金融、通信、電力、教育、医療、農業などである。
- ベトナムへのシステム開発のアウトソーシング事業を主としており、大規模から小規模まで、様々な案件に対応している。
- 企業理念は「メイド・イン・ベトナムの日本品質企業を目指して」[4]
- 日本の大手ベンダー企業との関わりが強い。
- 2018年6月、設立13年目で社員数1,000名に到達。
- 2018年9月、持株会社化に伴い、商号を「FPTジャパン株式会社」から「FPTジャパンホールディングス株式会社」に変更。
- 2019年1月、事業発展を目的とした増資を実施。

## 事業内容
- ソフトウェア開発・システムインテグレーション事業
- システム開発・運用・保守・コンサルティング事業
- ソフトウェア開発アウトソーシング事業（オフショア開発）
- 1万人ブリッジSE育成プログラム[5]
- 総合人材派遣紹介サービス・エンジニアリングアービス
- 海外研修サービス・海外事業促進サービス

## 事業所

### 国内拠点
- 東京本社（KDX浜松町プレイス 6F）
- 札幌事業所（札幌時計台ビル 7F）
- 横浜事業所（大和地所ビル 10F）
- 名古屋事業所（TOMITA BLD 7F）
- 大阪事業所（新藤田ビル 16F)
- 広島事業所（三共広島ビル 7F）
- 福岡事業所（花村ビル 8F）
- 刈谷開発センター（愛知県刈谷市相生町1-28 THE TERRACE 4F）
- FPTニアショアジャパン株式会社（沖縄本社：第一開発センター JEI那覇ビル 6F）（第二開発センター COI那覇ビル 2F）

### 国外拠点
- 韓国支社
- 台湾（子会社）

## 主な関連会社
- FPTコーポレーション
- FPTソフトウェア
- FPTソフトウェアジャパン株式会社（2018年設立）（FPTジャパンより開発関連事業等を承継）
- FPTテクノジャパン株式会社（2017年設立、2018年商号変更：旧・FPTスタッフィング株式会社） (総合人材サービス)
- FPTコンサルティングジャパン株式会社（2019年設立）（ITコンサルティング事業）
- FPTニアショアジャパン株式会社（2017年設立、2023年商号変更：旧・FPT沖縄R&D株式会社）（ニアショア開発）
- FPT日本語学校（2019年開校）（日本在住の外国人向け日本語学校）
- FPT台湾

## 沿革
- 2005年 - FPTソフトウェアジャパン有限会社設立
- 2006年 - 初の契約締結
- 2007年 - FPTジャパン 大阪営業所開設。日本市場向けSE1,000名規模に拡大
- 2008年 - 社名をFPTジャパン株式会社に変更
- 2013年
  - FPTジャパン 名古屋営業所開設。 日本市場向けSE2,000名規模に拡大
  - 情報技術サービス産業協会(JISA)[6]入会
- 2014年 - 10,000名のBrSE（ブリッジシステムエンジニア）プログラム開始。 日本市場向けSE3,000名規模に拡大
- 2015年 - Microsoft Partner＆AWS Advanced Consulting Partnerに認定。東京都港区大門へオフィス移転[7]
- 2016年 - FPTジャパン 福岡営業所開設。韓国支社設立。日本市場向けSE5,000名規模に拡大
- 2017年
  - FPTジャパン 総合人材サービス会社である、FPTスタッフィング株式会社を設立
  - FPTジャパン ニアショア開発拠点となる、FPT沖縄R&D株式会社を設立
  - FPTジャパン 公式Facebookページ開設
- 2018年
  - 親会社FPTソフトウェア 東南アジアIT企業初の「AWSプレミアコンサルティングパートナー」に認定
  - FPTジャパン 従業員数1,000名を達成（2018年6月)
  - FPTスタッフィング 商号変更し、FPTテクノジャパン株式会社となる（2018年６月13日)
  - FPTジャパン FPTジャパンより開発関連事業等を承継させる吸収分割を実施した、FPTソフトウェアジャパン株式会社を設立
  - FPTジャパン 横浜事業所開所
  - FPTジャパングループの持株会社として、社名をFPTジャパンホールディングス株式会社に変更
  - FPTジャパンホールディングス 札幌事業所開設
  - FPTジャパンホールディングス 豊田開発センター開設
  - FPTテクノジャパン 資本金を5,000万円に増資
  - FPTジャパンホールディングス 広島事業所開設
- 2019年
  - FPTジャパンホールディングス 資本金を3億円に増資
  - FPTジャパンホールディングス 刈谷開発センター開設
  - FPTジャパンホールディングス ITコンサルティング事業に特化した、FPTコンサルティングジャパン株式会社を設立
  - FPTジャパンホールディングス 日本在住の外国人向けの日本語学校、FPT日本語学校を開校
  - FPTジャパンホールディングス 情報セキュリティマネジメントシステム「ISO 27001」の認証を取得[8]
  - FPTジャパンホールディングス プライバシーマークを取得[9]
- 2023年 - FPT沖縄R&D 商号変更し、FPTニアショアジャパン株式会社となる

## 主なサービス・製品

### 主なサービス

#### システム開発・運用・マイグレーションサービス
- アプリケーションサービス
- 業務アプリケーションサービス
- レガシーマイグレーション
- テスティングサービス

#### 最新テクノロジーサービス
- デジタルトランスフォーメーション（DX）サービス
- AI（人工知能）
- アドバンスドアナリティクス（AA）
- RPA（ロボティック・プロセス・オートメーション）
- クラウドプロフェッショナルサービス
- ビッグデータ分析
- IoT
- モビリティ

#### エンジニアリングサービス
- 組込みシステム開発
- CAD / CAE
- IC設計

#### その他サービス
- BPOサービス
- 海外研修サービス
- 日本市場向け人材紹介サービス
- その他

### 製品
- Citus CLOUD Suite
- Citus COBOL Suite
- 翻訳コミュニケーションツールアプリ「Speakdi(スピークディ)」
- プラットフォーム「akaminds（アカマインズ）」
- RPAツール「akaBot（アカボット）」